# بوبي بينيت (مغني)
بوبي بينيت (بالإنجليزية: Bobby Bennett)‏ هو مغني ومغن مؤلف أمريكي، ولد في 27 يونيو 1938 في برلنغتون في الولايات المتحدة، وتوفي في 18 يناير 2013 في ماريلند في الولايات المتحدة بسبب السكري.

## وصلات خارجية
- بوبي بينيت على موقع IMDb (الإنجليزية)
- بوبي بينيت على موقع ميوزك برينز (الإنجليزية)
- بوبي بينيت على موقع ديسكوغز (الإنجليزية)
- بوبي بينيت على موقع قاعدة بيانات الفيلم (الإنجليزية)